# Rudolf Müller (Politiker, 1910)
Rudolf Müller (* 10. September 1910 in Görlitz; † 8. November 1961 in Frankfurt am Main) war ein deutscher SPD-Politiker.

## Leben
Rudolf Müller besuchte die Volksschule und anschließend die Berufsschule als Graveur. Er wurde 1925 Mitglied der SAJ und der SPD. In der Zeit des Nationalsozialismus 1934 wurde er wegen „Vorbereitung zum Hochverrat“ zu zwei Jahren Zuchthaus in der Strafanstalt Luckau verurteilt. 1942 musste er zum Kriegsdienst in die „Afrikanische Schützendivision 999“ (Strafdivision 999).

## Politik
Nach dem Zweiten Weltkrieg wurde Müller 1946 Kreissekretär und ab 1949 erster Kreisvorsitzender der SPD Lichtenberg. 1950 bis zu seinem Tod war er Mitglied des Abgeordnetenhauses von Berlin.